# 鲁夫雷-门多拉
鲁夫雷-门多拉（義大利語：Ruffré-Mendola），是意大利特伦托自治省的一个市镇。总面积6平方公里，人口428人，人口密度71.3人/平方公里（2009年）。ISTAT代码为022162。